# بن غودغر
بن غودغر (بالإنجليزية: Ben Goodger)‏ (و. 1980  م) هو عالم حاسوب، ومهندس، ومبرمج من المملكة المتحدة، ونيوزيلندا، ولد في لندن.

## التعليم
تعلم في جامعة أوكلاند.